# Żabka (skała)

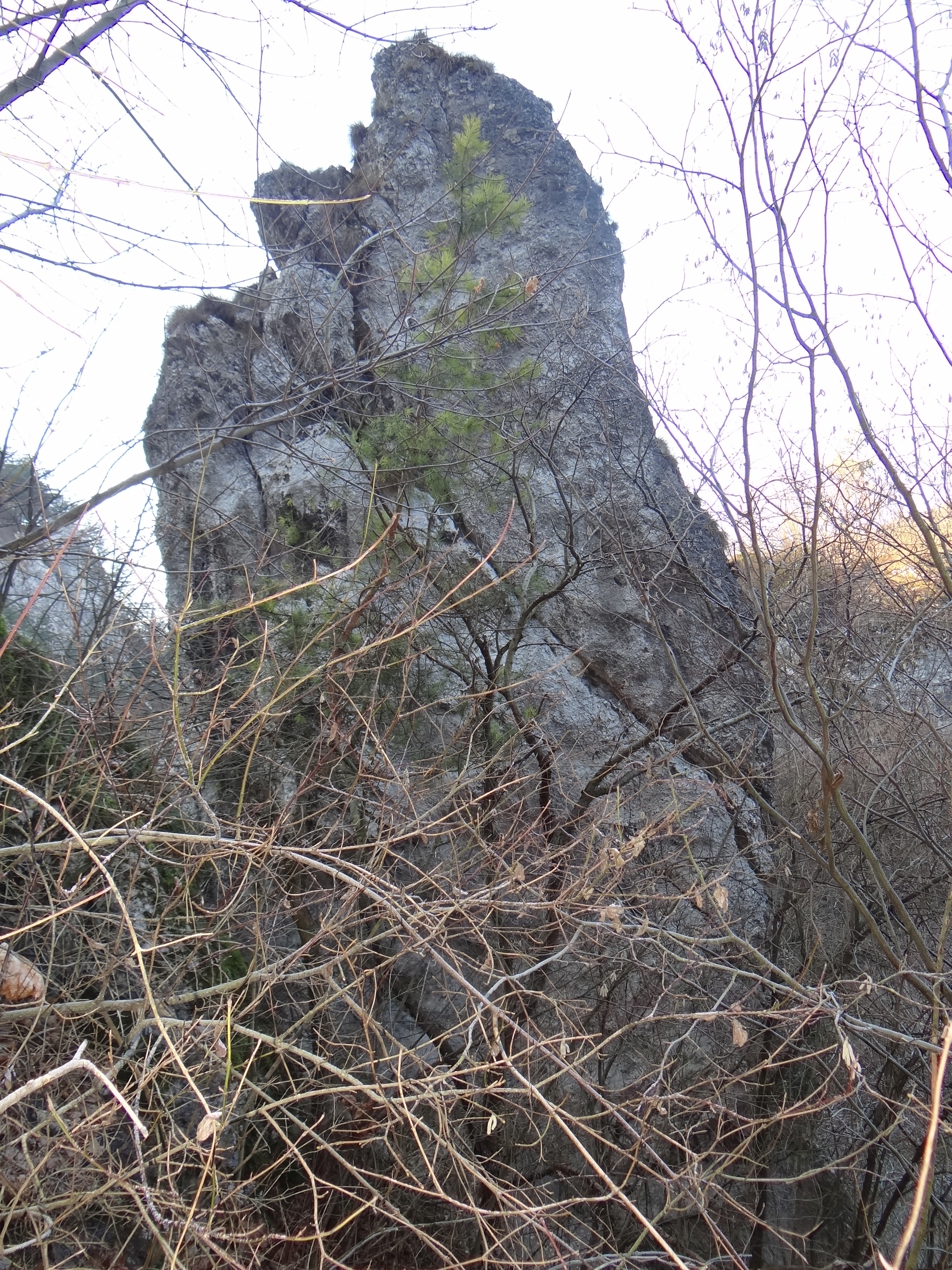

Żabka – skała w Dolinie Kobylańskiej na Wyżynie Olkuskiej, w gminie Zabierzów, powiecie krakowskim, województwie małopolskim. Znajduje się w środkowej części doliny, w jej orograficznie lewych zboczach, poniżej turni Okręt wysoko wznoszącej się nad dnem doliny. Obydwie skały są widoczne ze ścieżki szlaku turystycznego.
Dolina Kobylańska jest jednym z najbardziej popularnych terenów wspinaczki skalnej. Zbudowana z wapieni turnia Żabka znajduje się w lesie, ma wysokość 8 m, wszystkie ściany pionowe lub przewieszone z filarami. Wspinacze skalni zaliczają ją do Grupy Okrętu. Na jej południowo-wschodniej ścianie poprowadzili 4 drogi wspinaczkowe o trudności od V+ do VI.1+ w skali Kurtyki. Jest też jeden projekt. Drogi nie posiadają zamontowanej asekuracji.

## Drogi wspinaczkowe
1. Okapik Malczyka; VI.1, 6 m
2. Lewa rysa; V+, 6 m
3. Diretka Żabki; VI.1+, 6 m
4. Skośna rysa; VI.1, 7 m
5. Projekt[3].